# Entscheidung unter Ungewissheit
Um eine Entscheidung unter Ungewissheit handelt es sich im Rahmen der Betriebswirtschaftslehre und Entscheidungstheorie, wenn dem Entscheidungsträger die möglichen Ausprägungen künftiger Umweltzustände zwar bekannt sind, aber er keine Wahrscheinlichkeiten zuordnen kann.

## Allgemeines
Entscheidungen unter Ungewissheit hängen unmittelbar mit dem zugrunde liegenden Informationsgrad zusammen, bei ihnen liegt unvollständige Information im Hinblick auf Daten der Vergangenheit, Gegenwart und Zukunft zugrunde. Der Entscheidungsträger verfügt über ungewisse Erwartungen, und die mit der Entscheidung verbundenen Konsequenzen sind nicht vollständig absehbar. Die Aufteilung der konstitutiven Entscheidungen nach dem Informationsgrad geht auf Erich Gutenberg zurück. Daneben unterschied er noch die Entscheidung unter Sicherheit, Entscheidung unter Unsicherheit und Entscheidung unter Risiko. Bei der Entscheidung unter Ungewissheit liegt der Informationsgrad zwischen > 0 % und < 100 %; es liegen unvollständige Informationen vor. Bei 0 % handelt es sich um Ignoranz.

## Informationsgrad
Die Entscheidung unter Ungewissheit ist einzuordnen in den ihr zugrunde liegenden Informationsgrad. Der abgestufte Informationsgrad lautet dabei konkret: Sicherheit, Risiko, Ungewissheit und Unsicherheit. Um Sicherheit handelt es sich, wenn der Eintritt eines künftigen Umweltzustands zu 100 % determiniert ist (Entscheidung unter Sicherheit). Beim Risiko können den möglichen Ausprägungen künftiger Umweltzustände subjektive oder objektive Eintrittswahrscheinlichkeiten zugeordnet werden (Entscheidung unter Risiko); Ungewissheit kennzeichnet eine Entscheidungssituation, bei der die möglichen Ausprägungen künftiger Umweltzustände zwar bekannt sind, aber ihnen keine Wahrscheinlichkeiten zugeordnet werden können (Entscheidung unter Ungewissheit). Unsicherheit schließlich beinhaltet die Möglichkeit von ex post-Überraschungen (Entscheidung unter Unsicherheit). Letztere sind der „Wechsel der Erwartung aufgrund des Eintreffens neuer Daten“. Andere Autoren stufen ab nach Sicherheit, Quasi-Sicherheit, Risiko, Unsicherheit, rationale Indeterminiertheit und Ignoranz. Ignoranz besteht in einem vollständigen Fehlen von Daten oder Informationen, so dass eine rationale Entscheidung nicht möglich ist.

## Übersicht
Nach dem Informationsgrad einzelner Merkmale können folgende Entscheidungsarten unterschieden werden:
| Entscheidungsart                | Merkmale |
| ------------------------------- | --- |
| Entscheidung unter Sicherheit   | alle Umweltzustände sind bekannt |
| Entscheidung unter Unsicherheit | tatsächliche Umweltzustände sind nicht bekannt; eine Wahrscheinlichkeitsverteilung über die möglicherweise eintretenden Umweltzustände ist bekannt       |
| Entscheidung unter Ungewissheit | tatsächliche Umweltzustände sind nicht bekannt; eine Wahrscheinlichkeitsverteilung über die möglicherweise eintretenden Umweltzustände ist nicht bekannt |
| Entscheidung unter Risiko       | den möglichen Umweltzuständen können bestimmte Eintrittswahrscheinlichkeiten zugeordnet werden                                                           |

Die einzelnen Entscheidungsarten unterscheiden sich danach, welches Merkmal bekannt und welches unbekannt ist.

## Formale Darstellung
Die Entscheidungssituation bei Entscheidungen unter Ungewissheit kann durch eine Ergebnismatrix dargestellt werden. Der Entscheidungsträger hat die Wahl zwischen verschiedenen Alternativen {\displaystyle a_{i}}, die abhängig von den möglichen Umweltzuständen {\displaystyle s_{j}} verschiedene Ergebnisse {\displaystyle e_{ij}} zur Folge haben. Allerdings weiß der Entscheidungsträger vorher nicht, mit welcher Wahrscheinlichkeit die Umweltzustände und damit die Ergebnisse eintreffen.
|                         | {\displaystyle s_{1}}  | {\displaystyle \dots } | {\displaystyle s_{j}}  | {\displaystyle \dots } | {\displaystyle s_{n}}  |
| ----------------------- | ---------------------- | ---------------------- | ---------------------- | ---------------------- | ---------------------- |
| {\displaystyle a_{1}}   | {\displaystyle e_{11}} |                        | {\displaystyle e_{1j}} |                        | {\displaystyle e_{1n}} |
| {\displaystyle \vdots } |                        |                        |                        |                        |                        |
| {\displaystyle a_{i}}   | {\displaystyle e_{i1}} |                        | {\displaystyle e_{ij}} |                        | {\displaystyle e_{in}} |
| {\displaystyle \vdots } |                        |                        |                        |                        |                        |
| {\displaystyle a_{m}}   | {\displaystyle e_{m1}} |                        | {\displaystyle e_{mj}} |                        | {\displaystyle e_{mn}} |

Die Unterscheidung von Unsicherheit, Ungewissheit und Risiko hat sich sprachlich noch nicht einheitlich in der Fachliteratur etabliert. So wird teilweise nur eine Zweiteilung in Unsicherheit (Wahrscheinlichkeiten unbekannt) und Risiko (Wahrscheinlichkeiten bekannt) vorgenommen.

## Entscheidungsregeln
Die folgenden Entscheidungsregeln sollen an einer beispielhaften Entscheidungssituation näher erläutert werden.
Beispiel
100 € sollen für ein Jahr als Geldanlage angelegt werden. Zur Wahl stehen: eine Aktie ({\displaystyle a_{1}}) oder der Sparstrumpf, der keine Habenzinsen abwirft ({\displaystyle a_{2}}). Die möglichen Umweltzustände sind: Der Aktienkurs steigt ({\displaystyle s_{1}}), er sinkt ({\displaystyle s_{2}}) oder er bleibt gleich ({\displaystyle s_{3}}).
Die Ergebnismatrix sieht dann zum Beispiel wie folgt aus:
|                       | {\displaystyle s_{1}} | {\displaystyle s_{2}} | {\displaystyle s_{3}} |
| --------------------- | --------------------- | --------------------- | --------------------- |
| {\displaystyle a_{1}} | 120                   | 80                    | 100                   |
| {\displaystyle a_{2}} | 100                   | 100                   | 100                   |

Entscheidungen unter Ungewissheit können rational nach unterschiedlichen Regeln gefällt werden:

### Minimax-Regel
Die Minimax-Regel oder Maximin-Regel (nach Abraham Wald auch Wald-Regel) ist sehr pessimistisch. Hierbei wird das jeweils ungünstigste Ereignis betrachtet, welches bei Wahl einer bestimmten Handlungsalternative {\displaystyle a_{i}} in den verschiedenen Umweltzuständen eintreten kann. Die Alternativen werden nur anhand dieses jeweils schlechtesten Ergebnisses (das jeweils bei verschiedenen Umweltzuständen eintreten kann) verglichen, alle anderen möglichen Ergebnisse einer Alternative werden nicht betrachtet.
{\displaystyle \max _{i}:\varphi _{a_{i}}=\min _{j}e_{ij}}.
|                       | {\displaystyle s_{1}} | {\displaystyle s_{2}} | {\displaystyle s_{3}} | {\displaystyle \min _{j}e_{ij}} |
| --------------------- | --------------------- | --------------------- | --------------------- | ------------------------------- |
| {\displaystyle a_{1}} | 120                   | 80                    | 100                   | 80                              |
| {\displaystyle a_{2}} | 100                   | 100                   | 100                   | 100                             |

{\displaystyle \max _{i}(\varphi _{a_{i}})=\max(80,100)=100}
Im vorliegenden Beispiel wählt der Entscheidungsträger den Sparstrumpf (Alternative 2, {\displaystyle a_{2}}), da dieser unabhängig von den Umweltzuständen eine Auszahlung von 100 € garantiert, während bei Alternative 1 im schlechtesten Fall (Kurs sinkt, Umweltzustand {\displaystyle s_{2}}) am Ende des Jahres nur 80 € zu Buche stehen. Aus diesen Zeilenminima wählt man anschließend das Maximum. Aus diesem Vorgehen leitet sich der Name der Entscheidungsregel ab.
Eine konkrete Anwendung der MaxiMin-Regel findet sich bei John Rawls in Eine Theorie der Gerechtigkeit. Viele Schachprogramme verwenden einen entsprechenden Minimax-Algorithmus bei der Zugwahl.
Eine Erweiterung der Maximin-Regel ist die Leximin-Regel von Amartya Sen, wonach für den Fall, dass zwei Alternativen den jeweils schlechtesten Zustand aufweisen, diejenige auszuwählen ist, bei der der zweitschlechteste Fall den höchsten Wert aufweist usw. Durch diesen Zusatz wird vermieden, dass eine insgesamt schlechtere Version gewählt werden kann, nur weil sie dem Maximin-Prinzip entspricht.

### Maximax-Regel
Die Maximax-Regel ist eine sehr optimistische Entscheidungsregel. Hierbei wird jede Alternative nur anhand des Ergebnisses, das beim jeweils für diese Alternative günstigsten Umweltzustand eintreten kann, beurteilt. Der Entscheidungsträger wählt also diejenige Handlungsalternative mit dem maximalen Zeilenmaximum.
{\displaystyle \max _{i}:\varphi _{a_{i}}=\max _{j}e_{ij}}.
|                       | {\displaystyle s_{1}} | {\displaystyle s_{2}} | {\displaystyle s_{3}} | {\displaystyle \max _{j}e_{ij}} |
| --------------------- | --------------------- | --------------------- | --------------------- | ------------------------------- |
| {\displaystyle a_{1}} | 120                   | 80                    | 100                   | 120                             |
| {\displaystyle a_{2}} | 100                   | 100                   | 100                   | 100                             |

{\displaystyle \max _{i}(\varphi _{a_{i}})=\max(120,100)=120}
Im vorliegenden Beispiel wählt der Entscheidungsträger folglich die Alternative {\displaystyle a_{1}}.
Wird statt der Maximierung die Minimierung einer Zielgröße angestrebt, wird entsprechend auch vom Minimin-Prinzip gesprochen.

### Kritik an Maximin- und Maximax-Regel
Beide vorliegenden Regeln berücksichtigen nicht alle möglichen Ergebnisse einer Handlungsalternative, sondern greifen sich nur jeweils das beste (Maximax) oder das schlechteste (Maximin) Ergebnis einer Alternative heraus. Dies kann zu unerwünschten Ergebnissen führen, wie die folgenden Beispiele zeigen.
|                       | {\displaystyle s_{1}} | {\displaystyle s_{2}} | {\displaystyle s_{3}} | {\displaystyle s_{...}} | {\displaystyle s_{99}} | {\displaystyle s_{100}} | {\displaystyle \max _{j}e_{ij}} |
| --------------------- | --------------------- | --------------------- | --------------------- | ----------------------- | ---------------------- | ----------------------- | ------------------------------- |
| {\displaystyle a_{1}} | 0                     | 0                     | 0                     | 0                       | 0                      | 120                     | 120                             |
| {\displaystyle a_{2}} | 119                   | 119                   | 119                   | 119                     | 119                    | 119                     | 119                             |

Nach der Maximax-Regel würde hier die Alternative {\displaystyle a_{1}} gewählt, da nur das Ergebnis im günstigsten Umweltzustand {\displaystyle s_{100}} also {\displaystyle e_{1;100}=120} betrachtet wird, was größer als 119 ist. Die in allen anderen Umweltzuständen eintretende Auszahlung von Null bei Alternative {\displaystyle a_{1}} würde nicht berücksichtigt.
|                       | {\displaystyle s_{1}} | {\displaystyle s_{2}} | {\displaystyle s_{3}} | {\displaystyle s_{...}} | {\displaystyle s_{99}} | {\displaystyle s_{100}} | {\displaystyle \min _{j}e_{ij}} |
| --------------------- | --------------------- | --------------------- | --------------------- | ----------------------- | ---------------------- | ----------------------- | ------------------------------- |
| {\displaystyle a_{1}} | 120                   | 120                   | 120                   | 120                     | 120                    | 99                      | 99                              |
| {\displaystyle a_{2}} | 100                   | 100                   | 100                   | 100                     | 100                    | 100                     | 100                             |

Nach der Minimax-Regel würde hier die Alternative {\displaystyle a_{2}} gewählt, da nur das jeweils im ungünstigsten Umweltzustand eintretende Ergebnis betrachtet wird, also für die Alternative {\displaystyle a_{1}} das Ergebnis {\displaystyle e_{1;100}} = 99 und bei Alternative {\displaystyle a_{2}} 100. Die in allen anderen Umweltzuständen eintretende Auszahlung von 120 bei Alternative {\displaystyle a_{1}} würde nicht berücksichtigt.

### Hurwicz-Regel
Die Hurwicz-Regel, benannt nach Leonid Hurwicz, auch Optimismus/Pessimismus-Regel genannt, erlaubt Kompromisse zwischen pessimistischen und optimistischen Entscheidungsregeln, weil der Entscheidungsträger dabei seine persönliche und subjektive Einstellung durch den sogenannten Optimismusparameter {\displaystyle \lambda } (mit {\displaystyle 0\leq \lambda \leq 1}) zum Ausdruck bringen kann.
Die jeweiligen Zeilenmaxima werden somit mit {\displaystyle \lambda } (das zwischen 0 und 1 liegt) und die jeweiligen Zeilenminima mit ({\displaystyle 1-\lambda }) – d. h. dem in der Summe mit {\displaystyle \lambda } einen Wert von 1 ergebenden Betrag – multipliziert.
Je größer {\displaystyle \lambda } ist, umso optimistischer ist die Grundeinstellung, bei {\displaystyle \lambda } = 1 liegt die Anwendung
der Maximax-Regel, bei {\displaystyle \lambda } = 0 die Anwendung der Maximin-Regel vor.
{\displaystyle \max _{i}:\varphi _{a_{i}}=\lambda \cdot \max _{j}e_{ij}+(1-\lambda )\min _{j}e_{ij}}.
Im vorliegenden Beispiel wählt der Entscheidungsträger für {\displaystyle \lambda } > 0,5 die Aktie und für {\displaystyle \lambda } < 0,5 den Sparstrumpf.
Auch die Hurwicz-Regel betrachtet nicht alle möglichen Ergebnisse, sondern bewertet die Alternativen anhand eines gewichteten Mittelwerts ihres best möglichen und ihres schlechtest möglichen Ergebnisses. Problematisch ist bei ihr weiterhin, dass die Wahl des Optimismusparameters stark stimmungsabhängig schwanken kann.
Beispiel
bei {\displaystyle \lambda =0{,}3} würde man sich also für die Alternative {\displaystyle a_{2}} entscheiden.
|                       | {\displaystyle s_{1}} | {\displaystyle s_{2}} | {\displaystyle s_{3}} | Hurwicz-Regel                                       |
| --------------------- | --------------------- | --------------------- | --------------------- | --------------------------------------------------- |
| {\displaystyle a_{1}} | 120                   | 80                    | 120                   | {\displaystyle (120\cdot 0{,}3+80\cdot 0{,}7)=92}   |
| {\displaystyle a_{2}} | 100                   | 100                   | 100                   | {\displaystyle (100\cdot 0{,}3+100\cdot 0{,}7)=100} |

### Laplace-Regel
Die Laplace-Regel: Man nimmt an, dass die Wahrscheinlichkeiten für das Eintreten der möglichen Ereignisse bei allen Wahlmöglichkeiten gleich sind (Indifferenzprinzip). Die Wahlmöglichkeit, die dann das beste Ergebnis verspricht, wird ausgewählt, d. h. es wird diejenige Alternative gewählt, deren Erwartungswert maximal ist:
{\displaystyle \max _{i}:\varphi _{ai}={\frac {1}{n}}\sum _{j}e_{ij}}.
Die Laplace-Regel beruht auf folgender Annahme: Da keine Eintrittswahrscheinlichkeiten bezüglich der Umweltzustände bekannt sind, gibt es keinen Grund, anzunehmen, dass ein Umweltzustand wahrscheinlicher sei als ein anderer, daher müsse man von Gleichverteilung der Eintrittswahrscheinlichkeiten ausgehen. Damit berücksichtigt die Laplace-Regel sämtliche Umweltzustände bei der Bewertung der Alternativen. Im vorliegenden Beispiel ist der Entscheidungsträger indifferent zwischen der Aktie und dem Sparstrumpf.
Die Laplace-Regel ist ein Sonderfall der Bayes-Regel.

### Savage-Niehans-Regel
Die Savage-Niehans-Regel (auch Minimax-Regret-Regel oder Regel des kleinsten Bedauerns): die Beurteilung der Handlungsalternativen basiert bei dieser Regel nicht auf dem unmittelbaren Nutzen der Ergebnisse, sondern auf deren Schadenswerten bzw. Opportunitätsverlusten im Vergleich zum maximal möglichen Gewinn. Man wählt diejenige Alternative, welche den potentiellen Schaden minimiert.
Im Beispiel: Annahme vier möglicher Umweltzustände ({\displaystyle Z_{1}}, {\displaystyle Z_{2}}, {\displaystyle Z_{3}} und {\displaystyle Z_{4}}), sowie drei verfügbarer Alternativen ({\displaystyle A_{1}}, {\displaystyle A_{2}} und {\displaystyle A_{3}}):
|                       | {\displaystyle Z_{1}} | {\displaystyle Z_{2}} | {\displaystyle Z_{3}} | {\displaystyle Z_{4}} |
| --------------------- | --------------------- | --------------------- | --------------------- | --------------------- |
| {\displaystyle A_{1}} | 2180                  | 1640                  | 1750                  | 480                   |
| {\displaystyle A_{2}} | 1840                  | 2560                  | 690                   | 810                   |
| {\displaystyle A_{3}} | 720                   | 1970                  | 2320                  | 860                   |

Um die optimale Alternative nach der Savage-Niehans-Regel zu ermitteln, muss in jedem Zustand {\displaystyle Z_{j}} der maximale Ergebniswert über alle Alternativen ermittelt und dieser von allen anderen Ergebniswerten subtrahiert werden.
Beispiel
- Betrachtung des Zustand {\displaystyle Z_{2}}.
- Ermittlung des maximalen Ergebniswert {\displaystyle \max(e_{i2})=2560},
- Subtraktion des {\displaystyle \max(e_{i2})} auf alle {\displaystyle e_{i2}},
- {\displaystyle e_{22}-e_{12}=2560-1640=920},
- {\displaystyle e_{22}-e_{22}=2560-2560=0},
- {\displaystyle e_{22}-e_{32}=2560-1970=590}.

Dieser Vorgang muss für jeden Zustand vorgenommen werden. Es werden anschließend die jeweils höchsten Werte der drei Alternativen (Zeilen) miteinander verglichen. Der hierbei geringste Wert stellt dabei den geringsten Opportunitätsverlust dar und ist somit die günstigste Alternative.
In der Gesamtbetrachtung sieht die Rechnung folgendermaßen aus:
|                       | {\displaystyle Z_{1}} | {\displaystyle Z_{2}} | {\displaystyle Z_{3}} | {\displaystyle Z_{4}} | {\displaystyle {\text{max. Nachteil}}} |
| --------------------- | --------------------- | --------------------- | --------------------- | --------------------- | -------------------------------------- |
| {\displaystyle A_{1}} | 2180–2180 = 0         | 2560-1640 = 920       | 2320-1750 = 570       | 860-480 = 380         | 920                                    |
| {\displaystyle A_{2}} | 2180-1840 = 340       | 2560–2560 = 0         | 2320-690 = 1630       | 860-810 = 50          | 1630                                   |
| {\displaystyle A_{3}} | 2180-720 = 1460       | 2560-1970 = 590       | 2320–2320 = 0         | 860–860 = 0           | 1460                                   |

Wir stellen fest, dass der minimale Wert des maximalen Nachteils (max. Nachteil) 920 beträgt. Die Opportunitätsverluste in Alternative {\displaystyle A_{1}} sind am geringsten und dadurch die zu wählende Alternative.

### Krelle-Regel
Eine weitere Entscheidungsregel wurde von Wilhelm Krelle vorgeschlagen. Sie beruht darauf, dass alle mit einer Aktion {\displaystyle a_{i}} verknüpften Nutzwerte {\displaystyle u_{i1}}, {\displaystyle u_{i2}} ,… ,{\displaystyle u_{in}} mit einer für den Entscheidungsträger relevanten Unsicherheitspräferenzfunktion {\displaystyle \omega } transformiert werden und anschließend addiert werden.
{\displaystyle \Phi (a_{i})=\sum _{j=1}^{n}\omega (u_{ij})}.
Die beste Alternative ist nun jene mit dem größten Gütemaß.

### Leistbarer Verlust nach Sarasvathy
Der individuell leistbare Verlust bzw. Einsatz (und nicht der erwartete Ertrag) bestimmen, welche Gelegenheiten wahrgenommen werden bzw. welche Schritte in einem Vorhaben tatsächlich gesetzt werden. Es handelt sich dabei um eine Entscheidungsheuristik, die laut Gründungsforschung von sehr erfahrenen Unternehmern unter Ungewissheit bevorzugt eingesetzt wird (siehe Effectuation – Theorie unternehmerischer Expertise).

### Erfahrungskriterium von Hodges und Lehmann
Diese Regel bildet einen Kompromiss zwischen der Maximin-Regel und der Bayes-Regel zu einer A-priori-Größe {\displaystyle \pi }. Zusätzlich wird der Vertrauensparameter {\displaystyle \lambda } eingeführt, der angibt, in welchem Maße der Entscheidungsträger der A-priori-Wahrscheinlichkeit vertraut.